# Soromonichthys stearleyi
Soromonichthys stearleyi – gatunek małej słodkowodnej ryby sumokształtnej z rodziny zbrojnikowatych (Loricariidae), jedyny przedstawiciel rodzaju Soromonichthys.

## Zasięg występowania i środowisko
Gatunek endemiczny, znany jedynie z Soromoni Creek, północnego dopływu górnego Orinoko w Wenezueli. Wszystkie schwytane osobniki pływały na progach skalnych nad czystym, kamienistym podłożem przeplatanym piaskiem i grupami ukorzenionych, przypominających mchy wodnych makrofitów.

## Taksonomia
Gatunek opisany naukowo w 2011 przez Lujana i Armbrustera.

### Etymologia
Nazwa rodzajowa Soromonichthys jest połączeniem Soromoni – nazwy potoku, miejsca typowego – i greckiego słowa ikhthus, oznaczającego rybę. Epitet gatunkowy stearleyi honoruje Ralpha Stearleya, profesora geologii w Calvin College.

## Cechy charakterystyczne
S. stearleyi ma ciało zielone z małymi żółtozłotymi plamami na głowie i cienkimi pionowymi pręgami na ciele. Wyróżnia się wśród Hypostominae ubarwieniem i unikalnym wzorem spowodowanym brakiem płytek kostnych na środkowej części pyska, aż do końcowej jego krawędzi.
Dorosłe osobniki tego gatunku osiągają maksymalnie 3 cm długości standardowej (SL).